# Stade Buffalo
Pour les articles homonymes, voir Buffalo.
Ne doit pas être confondu avec Vélodrome Buffalo.
Le stade Buffalo, parfois aussi appelé vélodrome-stade Buffalo, est une ancienne enceinte sportive inaugurée en 1922 à Montrouge, en proche banlieue sud parisienne et détruit en 1957 pour faire place à un grand ensemble, la résidence Buffalo. Il ne doit pas être confondu avec l'ancien Vélodrome Buffalo (fin XIXe siècle, disparu) de Neuilly-sur-Seine (porte Maillot).
Le stade Buffalo de Montrouge était situé à l'angle de l'actuelle rue Carves et de l'avenue du Fort, non loin de la porte d'Orléans et du cimetière parisien de Bagneux. Son nom vient des tournées de la troupe de Buffalo Bill, le Buffalo Bill’s Wild West, qui connurent un grand succès en France entre 1889 et 1905.
Il pouvait accueillir 20 000 spectateurs pour les matchs de football ou de rugby et jusqu'à 50 000 pour les matchs de boxe. Équipé d'une piste cycliste en ciment, l'enceinte recevait également des compétitions mineures de cyclisme. Le stade a aussi accueilli des meetings politiques avant et après guerre et a servi de camp d'internement pendant la Seconde Guerre mondiale.

## Histoire

### Un espace sportif

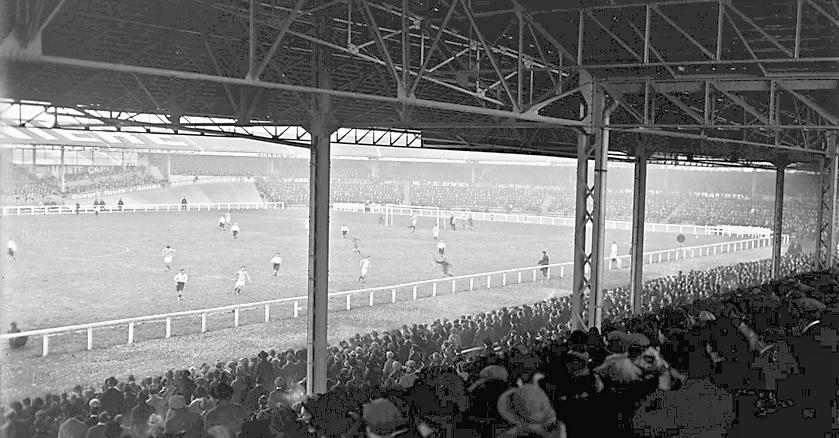
Premier match de football au stade Buffalo de Montrouge, au sud de Paris, en 1923.

Pour l'inauguration du stade Buffalo, le 17 septembre 1922, avec une course cycliste, un service spécial d'autobus au départ de la porte d'Orléans est mis en service. Il deviendra ensuite l'un des principaux stades parisiens, en concurrence avec le premier Parc des Princes (1897), le stade de Colombes (1907), le stade de Paris (1909, actuel stade Bauer) à Saint-Ouen et le stade Pershing (1919). Peu utilisé après la Seconde Guerre mondiale, il est détruit en 1957.

#### Le football
Le terrain de football est inauguré le 28 janvier 1923 par un match opposant les « Loups de Paris » (la sélection des meilleurs joueurs de la Ligue de Paris) à une sélection de Jersey. Les Parisiens s'imposent 1-0 sur un but de Boyer. Dès 1923, l'enceinte devient très prisée par les clubs et fédérations. Trois clubs parisiens louent le stade très régulièrement pour leurs matches à domicile : le Stade français, le CA Paris et le Club français. Cela reste vrai jusqu'au début des années 1930. Ainsi, lors de la première saison professionnelle en 1932-33, cinq matches ont lieu à Buffalo : 3 pour le CA Paris et 2 pour le Club français. Treize matches de D1 ont encore lieu la saison suivante à Buffalo : 6 pour le RC Paris et 7 pour la CA Paris. Le Racing-Nice du 29 avril 1934 est le dernier des 18 matches de D1 joués à Buffalo.
Le Stade Buffalo a vu se disputer quatre matches de l'équipe de France de football : le 13 janvier 1924 contre l'équipe de Belgique de football (victoire française 2-0 devant 30 000 spectateurs), le 15 mars 1925 contre le club brésilien de l'Athletico Paulistano en tournée en Europe (défaite française 7-2 pour ce match non-officiel, les Actualités cinématographiques de l'époque présenteront cette équipe comme celle du Brésil), le 21 février 1928 contre l'équipe d'Irlande du Nord de football (victoire française 4-0) et le 7 décembre 1930 contre la Belgique (nul 2-2). 
| Liste des matchs de l'équipe de France de football disputés au stade Buffalo | Liste des matchs de l'équipe de France de football disputés au stade Buffalo | Liste des matchs de l'équipe de France de football disputés au stade Buffalo | Liste des matchs de l'équipe de France de football disputés au stade Buffalo | Liste des matchs de l'équipe de France de football disputés au stade Buffalo | Liste des matchs de l'équipe de France de football disputés au stade Buffalo | Liste des matchs de l'équipe de France de football disputés au stade Buffalo |
| N°                                                                           | Date                                                                         | Match                                                                        | Score                                                                        | Compétition                                                                  | Affluence                                                                    |                                                                              |
| ---------------------------------------------------------------------------- | ---------------------------------------------------------------------------- | ---------------------------------------------------------------------------- | ---------------------------------------------------------------------------- | ---------------------------------------------------------------------------- | ---------------------------------------------------------------------------- | ---------------------------------------------------------------------------- |
| 1                                                                            | 13 janvier 1924                                                              | France - Belgique                                                            | 2-0                                                                          | Match amical                                                                 | 30 000                                                                       |                                                                              |
| 2                                                                            | 21 février 1928                                                              | France - Irlande du Nord                                                     | 4-0                                                                          | Match amical                                                                 | 27 000                                                                       |                                                                              |
| 3                                                                            | 7 décembre 1930                                                              | France - Belgique                                                            | 2-2                                                                          | Match amical                                                                 | 20 000                                                                       |                                                                              |

En juin 1930, un tournoi de football baptisé « Tournoi du Stade Buffalo » mit aux prises le Racing Club de France, le CASG Paris, les Espagnols du Real Unión Irún et les Hongrois du MTK Budapest. Les Hongrois remportent ce tournoi. Ce fut le plus prestigieux des très nombreux tournois de football ayant eu lieu à Buffalo.

#### Le rugby
Le 15 avril 1934, le stade Buffalo fut aussi le théâtre du 2e match international de rugby à XIII ayant lieu en France ; c'était aussi le 1er match de l’Équipe de France de rugby à XIII dont la constitution faisait suite à celle de la fédération française de rugby à XIII (6 avril 1934) dénommée Ligue française de rugby à XIII.
Ce match qui mit aux prises l'équipe de France et l'équipe nationale d'Angleterre vit, devant environ 20 000 spectateurs payants qui découvraient aussi ce « nouveau » rugby, l'Angleterre battre la France 32 à 21. (De 1935 à 1939, le XIII de France y élu domicile, une à deux fois par an, pour ses matchs internationaux à Paris).
Le 18 avril 1934 le Stade Buffalo fut interdit aux clubs de rugby à XV par la Fédération française de rugby à XV car il avait accueilli un autre jeu de rugby, non reconnu, non accepté par elle.

#### La boxe
Buffalo accueille nombre de grandes soirées de boxe. La première et probablement la plus prestigieuse, est celle qui eut pour match vedette une opposition historique entre Georges Carpentier et Battling Siki le 24 septembre 1922 devant 50 000 spectateurs. C'est la première retransmission sportive en direct à la radio française.

#### Le cyclisme
Le dimanche 19 mai 1947, le coureur cycliste Louison Bobet gagnait à Buffalo (cité comme vélodrome Buffalo dans son livre Champion cycliste Bibliothèque verte) sa première grande course professionnelle, le circuit des Boucles de la Seine, long de 280 km (Maisons-Alfort - Villeneuve-Saint-Georges - Melun - Corbeil - Fresnes - Versailles - Saint-Germain - Mantes - Vernon - Meulan - Pontoise - Bezons - Porte Maillot - Montrouge). Cette victoire lui valut de courir son premier Tour de France en 1947.

#### Le stock-car
Entre 1953 et 1957, le stade Buffalo a accueilli les premières courses automobiles de stock-cars en Europe.

### Un lieu de meetings politiques
Durant la 2e moitié des années 1930, à la fin des années 1940 et au début des années 1950, le stade Buffalo fut aussi le cadre de nombreux meetings politiques rassemblant chaque fois des milliers de personnes de la gauche française anti-fasciste, anti-impérialiste ou pour des fêtes pour la Paix. Le 14 juillet 1935 s'y déroulent les Assises de la Paix et de la Liberté, où se retrouvent communistes, socialistes et radicaux, acte fondateur du Front populaire. En 1949, le meeting de clôture du Congrès mondial des partisans de la paix y est organisé, une affiche en étant alors réalisée par le peintre Jean Dorville.

### Un camp d'internement pendant la Seconde Guerre mondiale
Il fut pendant la Seconde Guerre mondiale un Centre de rassemblement des étrangers.

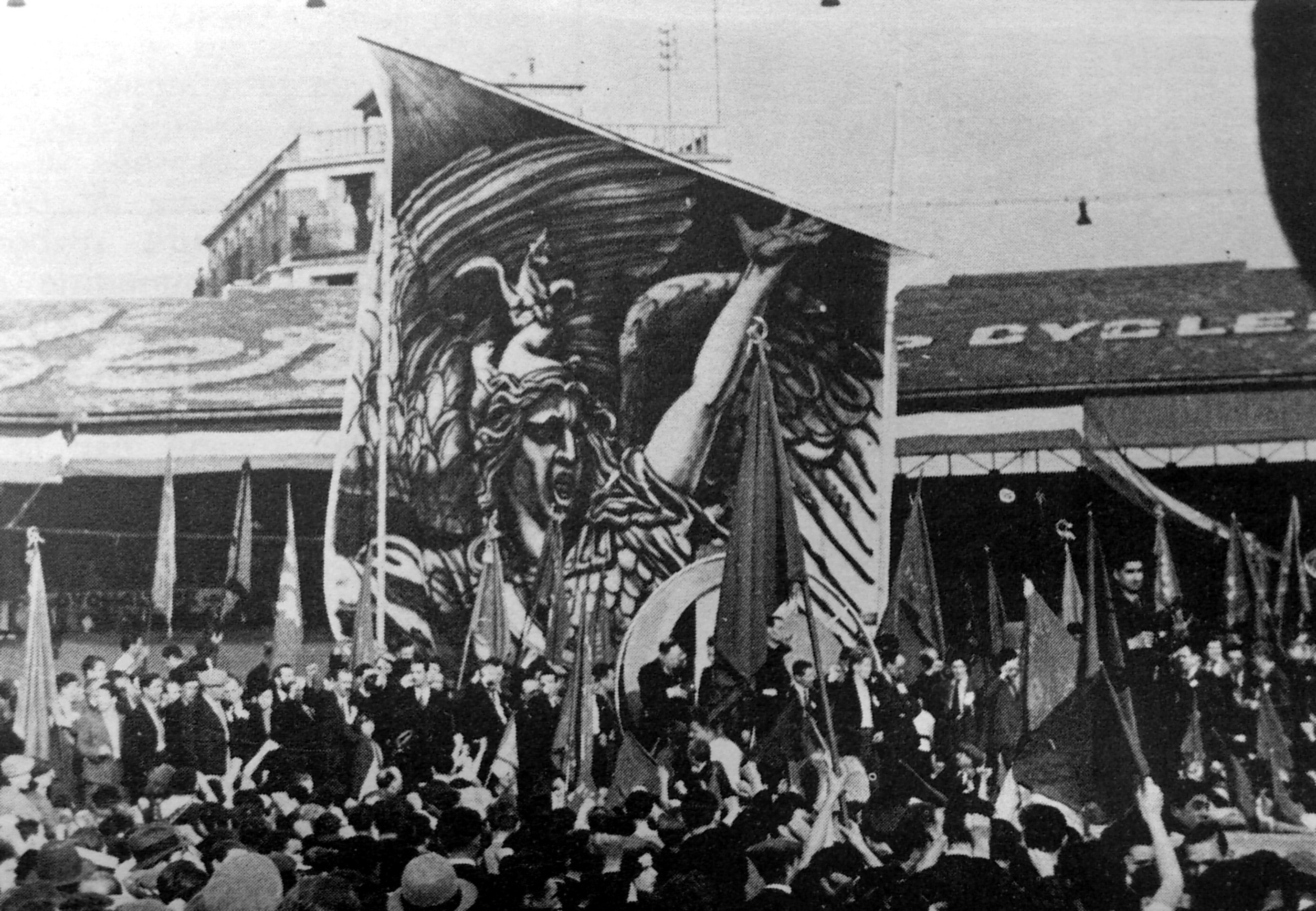
Le stade Buffalo lors de la création du Front populaire.

## Le stade Buffalo au cinéma
- Le film Fric-Frac (1939) de Maurice Lehmann, avec Fernandel, Arletty et Michel Simon s'ouvre sur une épreuve cycliste à Buffalo.